# Кештон (Вісконсин)
Кештон (англ. Cashton) — селище (англ. village) в США, в окрузі Монро штату Вісконсин. Населення — 1158 осіб (2020).

## Географія
Кештон розташований за координатами 43°44′26″ пн. ш. 90°47′19″ зх. д. / 43.74056° пн. ш. 90.78861° зх. д. (43.740482, -90.788710).  За даними Бюро перепису населення США в 2010 році селище мало площу 3,42 км², уся площа — суходіл. В 2017 році площа становила 3,24 км², уся площа — суходіл.

## Демографія
Згідно з переписом 2010 року, у селищі мешкали 1102 особи в 448 домогосподарствах у складі 292 родин. Густота населення становила 322 особи/км².  Було 497 помешкань (145/км²).
Расовий склад населення:
| - 95,5 % — білих - 0,9 % — чорних або афроамериканців - 2,9 % — осіб інших рас |

До двох чи більше рас належало 0,7 %. Частка іспаномовних становила 4,4 % від усіх жителів.
За віковим діапазоном населення розподілялося таким чином: 28,5 % — особи молодші 18 років, 56,2 % — особи у віці 18—64 років, 15,3 % — особи у віці 65 років та старші. Медіана віку мешканця становила 34,7 року. На 100 осіб жіночої статі у селищі припадало 97,8 чоловіків;  на 100 жінок у віці від 18 років та старших — 98,5 чоловіків також старших 18 років.
Середній дохід на одне домашнє господарство  становив 48 001 долар США (медіана — 42 891), а середній дохід на одну сім'ю — 53 072 долари (медіана — 56 719). Медіана доходів становила 33 235 доларів для чоловіків та 26 756 доларів для жінок. За межею бідності перебувало 8,6 % осіб, у тому числі 18,7 % дітей у віці до 18 років та 8,2 % осіб у віці 65 років та старших.
Цивільне працевлаштоване населення становило 618 осіб. Основні галузі зайнятості: виробництво — 22,5 %, освіта, охорона здоров'я та соціальна допомога — 20,9 %, роздрібна торгівля — 17,0 %.